# 에나역
에나역(일본어: 恵那駅)은 일본 기후현 에나시에 있는 도카이 여객철도 · 아케치 철도의 역이다.

## 환승 노선
도카이 여객철도의 주오 본선과 제3 섹터 철도회사인 아케치 철도의 아케치 선과의 접속역으로 되어 있다. 아케치 선은 이 역이 기점이다. 아케치 선은 원래는 주오 본선과 함께 일본국유철도의 노선이다. 이 역도 국철의 단독역이었지만, 아케치 선이 제 1 차 특정지방교통선으로의 지정을 지나 1985년에 아케치 철도로 전환되었기 때문에, 현재의 모양으로 되었다.

## 역 구조 및 승강장

### 도카이 여객 철도
단선 승강장 1면 1선과 섬식 승강장 1면 2선을 가지는 지상역. 1번선(단선 승강장)이 부본선, 2·3번선이 본선으로 되어 있다. 상행 열차에 대해서 특급을 제외해, 부본선인 1번선에 발착한다. 2개의 승강장은, 승강장 동쪽에 있는 엘리베이터가 설치되었던 과선교와, 서쪽의 계단이 있는 과선교로 연락하고 있다.
역사는 구내 남쪽, 단선 승강장의 중앙 부근에 있다. 도카이 교통 사업의 직원이 업무를 담당하는 업무위탁역으로, 나카쓰가와역이 이 역을 관리하고 있다. 역사 내부에는 발권 창구 등이 놓아져 있다. 이른 아침 · 심야는 무인으로 한다.
| 1 | ■ 주오 본선 | 상행 | 다지미 · 나고야 방면     | 특급 이외의 열차 |
| 2 | ■ 주오 본선 | 상행 | 다지미 · 나고야 방면     | 특급만           |
| 3 | ■ 주오 본선 | 하행 | 나카쓰가와 · 나가노 방면 |                  |

### 아케치 철도
도카이 여객철도의 1번선의 동쪽에 있는 터미널형 승강장 1면 1선을 가진 지상역. JR의 승강장은 그물망으로 나뉘어 있다. 아케치 철도 발족 시에 주오 본선과의 연락선이 철거되어, JR 선과는 연결되어 있지 않다. 역사는 JR 역사의 동쪽에 있어, 2층 부분에는 치과 의원이 입주하고 있다. 연락 개찰구가 있지만, 자동화되어있지 않고, 도카이 여객철도를 TOICA로 이용 후에 아케치 철도로 환승하는 이용객은, 도카이 여객철도의 개찰을 나온 후에 아케치 철도의 승차권을 구입해, 다시 아케치 철도의 개찰구로 들어갈 필요가 있다.

## 이용 현황
기후 현 통계서에 의하면, 이 역의 하루 평균 승차 인원은 이하의 것과 추이되고 있다.
- 도카이 여객철도
  - 2006년도 - 3,168명
  - 2007년도 - 3,172명
  - 2008년도 - 3,183명
  - 2009년도 - 3,104명

또한, 아케치 철도의 2006년도의 하루 평균 승강객 수는 913명이었다(이후 불명).

## 역 주변
역 앞에는 로터리가 2개 있어, 한 쪽이 버스 · 택시 전용, 다른 한쪽이 일반 승용차 전용이다. 버스 · 택시 전용 로터리에는, 각각 전용의 주차 공간이 있어, 택시는 주차 공간을 메우는 목적으로 하는 일이 많다. 여기에 에나에키마에 버스 정류장이 있다. 일반 승용차 전용 로터리에는 그것보다 작은 주차 공간은 없지만, 아침 · 저녁에는 학교 하교의 어린이들을 맞이하러 오는 어버이의 차 등의 정차에 의해서 가득차고 있다.
역 주변에는 몇 가지의 전문점(문구 · 안경 · 시계 · 우산 · 옷 · 가죽 · 완구 · 이륜차 등)이나 식당 외의, 대형 슈퍼가 2개 정도 있다.
- 도카이 자연 보도
- GBS 기후방송 에나 라디오 중계국 (1431Khz 500W)
- 도카이 라디오 방송 에나 중계국 (801Khz 100W)
- 에나 협곡
- 나카센도 히로시게 미술관
- 에나 시청
- 에나 문화 센터
- 에나 시 주오 도서관
- 나카센도 오이주쿠
- 주오 자동차도 에나 IC
- 국도 제19호선
- 국도 제256호선

## 역사
- 1902년 12월 21일 : 오이역으로서 개업, 관설 철도 다지미 - 나카쓰가와 간 개통과 동시에 개업. 일반역.
- 1906년 12월 5일 : 역 앞에 이와무라 전기 궤도가 노선 연장.
- 1909년 10월 12일 : 관설 철도의 선로 명칭 제정. 주오 사이선의 소속이 된다.
- 1911년 5월 1일 : 선로 명칭 제정. 이 역을 포함한 주오 사이선이 주오 본선으로 편입된다.
- 1928년 12월 3일 : 기타에나 철도 오이 선이 역으로 노선 연장. 신오이 역을 기점으로 해 오이다무 역까지 개통.
- 1933년 5월 24일 : 일본국유철도 아케치 선이 아기 역까지 개통. 이 역으로 노선 연장한다.
- 1934년 9월 15일 : 기타에나 철도 오이 선이 폐지.
- 1935년 1월 30일 : 이와무라 전기 궤도가 폐지(폐지 시엔 야하기 전력의 경영).
- 1963년 11월 1일 : 에나역으로 개칭.
- 1981년 2월 1일 : 차급 화물의 취급을 폐지.
- 1985년 11월 16일 : 일본국유철도 아케치 선이 아케치 철도로 전환.
- 1986년 11월 1일 : 치크의 취급을 폐지.
- 1987년 4월 1일 : 일본국유철도 분할 민영화에 의해, 도카이 여객철도가 승계.
- 2006년 11월 25일 : 도카이 여객철도의 역에 TOICA를 도입.

## 인접 역
| 도카이 여객철도 주오 본선             | 도카이 여객철도 주오 본선     | 도카이 여객철도 주오 본선     |
| ------------------------------------- | ----------------------------- | ----------------------------- |
| 나카쓰가와 · 나가노 방면              | ■ 홈 라이너 나카쓰가와        | 미즈나미 다지미 · 나고야 방면 |
| 미노사카모토 나카쓰가와 · 나가노 방면 | ■ 센트럴 라이너 ■ 쾌속 ■ 보통 | 다케나미 다지미 · 나고야 방면 |